# World Games 1993
World Games 1993 – IV. World Games, które odbyły się w Hadze (zach. Holandia). Na tych World Games startowało 2275 sportowców z 69 państw świata.
Polska ekipa zdobyła jeden medal (złoty), w akrobatyce sportowej (grupa kobieca), w składzie: Agnieszka Mrozowicz, Marzena Pawliszyn, Joanna Chmielewska.